# Andrzej Chlipalski
Andrzej Chlipalski (ur. 10 maja 1931 we Lwowie, zm. 15 sierpnia 2019 w Krakowie) – architekt, projektant obiektów służby zdrowia, działacz kresowy, założyciel i redaktor naczelny kwartalnika „Cracovia Leopolis”. 

## Życiorys
W 1944 r. ekspatriowany wraz z rodziną z rodzinnego miasta. Zamieszkał w Wieliczce, a następnie w Krakowie, gdzie zdał maturę w Gimnazjum im. Sobieskiego. W 1953 r. ukończył studia architektonicznie na Politechnice Krakowskiej. Był członkiem oddziału krakowskiego Stowarzyszenia Architektów Polskich. Wyspecjalizował się w projektowaniu szpitali i przychodni lekarskich, głównie w Krakowie i na Górnym Śląsku. W latach 1984–1988 wyjeżdżał siedmiokrotnie na delegacje do Syrii, gdzie pomagał projektować szpitale. 

## Najważniejsze realizacje[3]
- Uniwersytecki Szpital Dziecięcy, Kraków (1959–1965);
- Wojewódzki Szpital Specjalistyczny, Tychy (1963–1970);
- Górnośląskie Centrum Rehabilitacji im. gen. Jerzego Ziętka, Repty Śląskie (1965);
- Domy Studenckie Collegium Medicum UJ, Kraków (1971–1979);
- Śląski Szpital Reumatologiczno-Rehabilitacyjny im. gen. Jerzego Ziętka (1975, 1982–1888).

## Nagrody na konkursach
- SARP nr 232 – na projekt typowego szpitala powiatowego (1957) – wyróżnienie I stopnia równorzędne;
- SARP nr 304 – na projekt koncepcyjny zespołu Nowej Akademii Medycznej w Krakowie-Prokocimiu (1961) – I nagroda.

## Działalność kresowa
Jego pasją życiową była historia Lwowa i Kresów Wschodnich. W 1989 r. był współzałożycielem i wiceprezesem, a następnie prezesem oddziału krakowskiego Towarzystwa Miłośników Lwowa i Kresów Południowo-Wschodnich i członkiem Zarządu Głównego. Był też założycielem i wieloletnim redaktorem naczelnym (1995-2015) kwartalnika Cracovia Leopolis. Animował liczne wydarzenia patriotyczne i kulturalne związane z Kresami. Za swoją działalność otrzymał w 2010 r. odznaczenie Polonia Mater Nostra Est.
Pochowany na Cmentarzu Salwatorskim w Krakowie. Zgodnie z jego wolą na cmentarzu zamiast kwiatów zbierano datki na renowację polskich grobów na Wschodzie. 